# Сумида
Суми́да (яп. 墨田区 Сумида-ку) — один из 23 специальных районов Токио.

## География
Район Сумида получил своё название от одноимённой реки Сумида. Расположен между реками Аракава на востоке и Сумида на западе, граничит с токийскими специальными районами Тайто, Аракава, Эдогава, Кацусика, Адати, Тюо и Кото.
Площадь района Сумида составляет 13,77 км². По состоянию на 1 мая 2020 года численность населения составляла 271 070 человек, плотность населения — 19,686 чел./км².
Район Сумида был образован 15 марта 1947 года в результате слияния районов Хондзи и Микодзима.

## Достопримечательности
- Tokyo Skytree — телевизионная башня высотой 634 метра. Была открыта для посещения в мае 2012 года.
- Штаб-квартира компании Asahi Breweries. «Пивной зал Asahi» создан французским дизайнером Филиппом Старком в 1989, является одним самых узнаваемых символов современного Токио[1].
- Рёгоку Кокугикан — спорткомплекс, где проводятся чемпионаты по сумо и пурорэсу.
- Музей Эдо-Токио — музей истории Токио.
- Буддийский храм Рёгоку-Экоин.
- Парк Хондзё Мацудзака-Тё.
- Парк Кинси с муниципальным спорткомплексом Сумиды.
- Улица Хокусай-Дори с серией гравюр знаменитого японского художника Кацусики Хокусая, который родился в Сумиде.
- Железнодорожный музей Тобу — музей частной железнодорожной компании Tobu Railway
- Мемориальный зал Токио — памятник погибшим в результате землетрясения в Канто, во время бомбардировки Токио во Второй мировой войне и других катастроф.
- Мукодзима-Хяккаэн — сад-цветник эпохи Эдо

## Экономика
В Сумиде базируются корпорации «Кэйсэй Электрик Рейлвэй» и «Тобу Рейлвэй» (железнодорожные перевозки), Asahi Breweries (пивоварение), «Лайон Корп» (бытовая химия). В районе расположены торговые центры и универмаги «Кит», «Маруи», «Олинас», Токю", «Ливин», а также табачная фабрика «Джапан Тобакко».

## Политика
В 2005 году мэром Сумиды был избран Нобору Ямадзаки. Городской совет состоит из 34 выборных членов.

## Известные уроженцы
В Сумиде родился японский художник Кацусика Хокусай.

## Города-побратимы
- Такахата
- Шицзиншань, Пекин
- Содэмунгу, Сеул

## Галерея
- «Небесное дерево Токио»
- Штаб-квартира пивоваренной компании Асахи
- Рёгоку Кокугикан
- Музей Эдо-Токио
- Небоскреб в Сумиде
- Станция Кинситё
- Торговый центр Сумиды
- Модель «Небесного дерева Токио»